# Vojtech Schottert
Vojtech Schottert (4. listopadu 1922 Klátova Nová Ves – 1994) byl slovenský fotbalista, trenér, chovatel a výtvarník. Jeho jméno nese stadion týmu MFK Topvar Topoľčany a mládežnický fotbalový turnaj. Pracoval i jako kronikář fotbalu v Topoľčanech.

## Fotbalová kariéra
S fotbalem začínal ve čtyřicátých letech 20. století v TS Topoľčany. V československé lize hrál za TŠS Trnava. Dal 1 ligový gól. S týmem Topoľčan v roce 1952 postoupil do nejvyšší soutěže, ale vzhledem k reorganizaci nebyl tým do ligy zařazen.

## Ligová bilance
| Ročník              | Zápasy | Góly | Klub       |
| ------------------- | ------ | ---- | ---------- |
| Státní liga 1947/48 | -      | 1    | TŠS Trnava |
| CELKEM 1. liga      | -      | 1    |            |

## Trenérská kariéra
Po skončení aktivní kariéry se věnoval trenérské činnosti, objevil mj. brankáře Antona Švajlena. V lize trénoval v sezóně 1967/68 ZVL Žilina.